# SH008
AQUOS SHOT SH008（あくおす しょっと えすえいちぜろぜろはち）は、シャープが日本国内向けに開発した、auブランドを展開するKDDIおよび沖縄セルラー電話のCDMA 1X WIN対応携帯電話である。

## 特徴
SH006の後継にあたるハイエンド端末。今回はテレビ電話、およびIPX5/7相当の防水機能に対応している。
また、SH006ではサブディスプレイが有機ELディスプレイではあったが、メモリ液晶に変更されている。
2010年夏モデルで唯一のインカメラを搭載している。
タッチパネルはSH006同様、マルチタッチディスプレイを使用している。
FMトランスミッターを搭載しており、電波を飛ばして音楽などを聞くことができる。
日本語入力機能はタッチパネルによるフリック入力に対応したケータイShoin9が用いられている。同社製のケータイShoinに対応した同キャリア向けの携帯電話としては本機種が最終機種となり、スマートフォンを含む同社製・同キャリア向けのSH009以降の機種からはiWnnが用いられている。

## 歴史
- 2010年5月17日 - KDDI、およびシャープより公式発表。
- 2010年6月16日 - 東北・沖縄地区にて先行発売。
- 2010年6月18日 - 上記以外の残りの地区にて発売。
- 2010年11月 - 販売終了。
- 2014年6月30日 - Wi-Fi WINのサービス終了[3]。

## SH006との相違点
- テレビ電話機能の搭載
- IPX5/7相当の防水に対応
- 本体裏面のカメラグリップの割愛
- サブ画面を有機EL（1.4インチ）から常時表示が可能なメモリ液晶（1.4インチ）に変更
- テンキー部分におけるクリートラインキーの採用
- 動作パフォーマンスの若干の改善
- 内部データフォルダ容量を減少（760MBから 700MB）
- タッチパネルによるフリック入力の対応
- 宅内用小型基地局「auフェムトセル」に標準で対応

など

## 主な機能・サービス
- FMトランスミッター
- AQUOS Blu-rayレコーダー連携機能
- テレビ電話

| 主な対応サービス                                                                      | 主な対応サービス                              | 主な対応サービス                                                                 | 主な対応サービス                                             |
| ------------------------------------------------------------------------------------- | --------------------------------------------- | -------------------------------------------------------------------------------- | ------------------------------------------------------------ |
| LISMO! (着うたフル/着うたフルプラス) (LISMOビデオクリップ) (LISMO Video) (LISMO Book) | EZケータイアレンジ ティーンズモード           | バーコードリーダー&メーカー                                                      | PCサイトビューアー                                           |
| au BOX                                                                                | ワイヤレスミュージック (カーナビ×LISMO! 対応) | au Smart Sports Run & Walk Karada Manager ゴルフ フイットネス カロリーカウンター | EZナビウォーク                                               |
| EZ助手席ナビ                                                                          | 安心ナビ                                      | 災害時ナビ                                                                       | ナカチェン                                                   |
| EZアプリ FullGame! Bluetooth対戦                                                      | EZアプリ(BREW)                                | オープンアプリプレイヤー                                                         | PCドキュメントビューアー                                     |
| アレンジメニュー                                                                      | クイックアクセスメニュー                      | じぶん銀行アプリ                                                                 | EZ・FM                                                       |
| EZチャンネル EZチャンネルプラス EZニュースフラッシュ EZニュースEX                     | Bluetooth                                     | Touch Message                                                                    | EZFeliCa                                                     |
| ケータイ de PCメール                                                                  | デコレーションメール                          | デコレーションアニメ                                                             | au one メール                                                |
| 緊急通報位置通知                                                                      | ワンセグ                                      | グローバルパスポート (CDMA/GSM)                                                  | 赤外線通信 (IrSimple) 無線LAN機能 (Wi-Fi WIN) auフェムトセル |

## 注
1. ↑  最厚部21mm
2. ↑  Wi-Fi WINの自動接続設定OFF時
3. ↑  〈お知らせ〉 「Wi-Fi WIN」のサービス終了について - KDDI 2013年10月18日
4. ↑  ただし、この機能を使用する場合、Bluetoothに対応した2009年モデル以降の一部のトヨタ純正カーナビ（2009年モデルでの例・NHZA-W59G、NSDT-W59、2010年モデルでの例・NHZA-W60G、NHZH-W60G）が必要となる。
5. ↑  お試し版として『ドラゴンクエストIII そして伝説へ…』などがプリセットされる。